# Терехівка (станція)
Терехівка (біл. Церахоўка) — вузлова прикордонна залізнична станція на нелектрифікованій лінії Бахмач — Гомель. Від станції відгалужується 21-кілометрова лінія до станції Круговець (агромістечко Круговець-Калініно (біл. Кругавец-Калініна)), неподалік від кордону з Україною. Розташована в смт Тереховка Добруського району Гомельської області. 
За 27 км на південний схід від станції Терехівки розташований монумент «Три сестри» — точка перетину державних кордонів Білорусі, України та Росії.

## Історія
Станція відкрита 1874 року під час будівництва дільниці Бахмач — Гомель Лібаво-Роменської залізниці.

## Пасажирське сполучення
На станції Терехівка зупиняються всі поїзди для проходження прикордонного та митного контролю.
Приміське сполучення здійснюється поїздами регіональних ліній економ-класу за маршрутами: 
- Гомель — Круговець;
- Гомель — Куток;
- Гомель — Терехівка.

Поїзди далекого сполучення
З березня 2020 року принений рух пасажирських поїздів на територію України, через запобігання розповсюдження захворювань на COVID-19:
| Поїзди міждержавного сполучення |                    |                                   |
| №                               | Маршрут сполучення | Примітки                          |
| 100/99                          | Мінськ — Запоріжжя | Скасований з 18 березня 2020 року |
| 856/855                         | Гомель — Сновськ   | Скасований з 21 березня 2020 року |

## Галерея

Залізничний вокзал
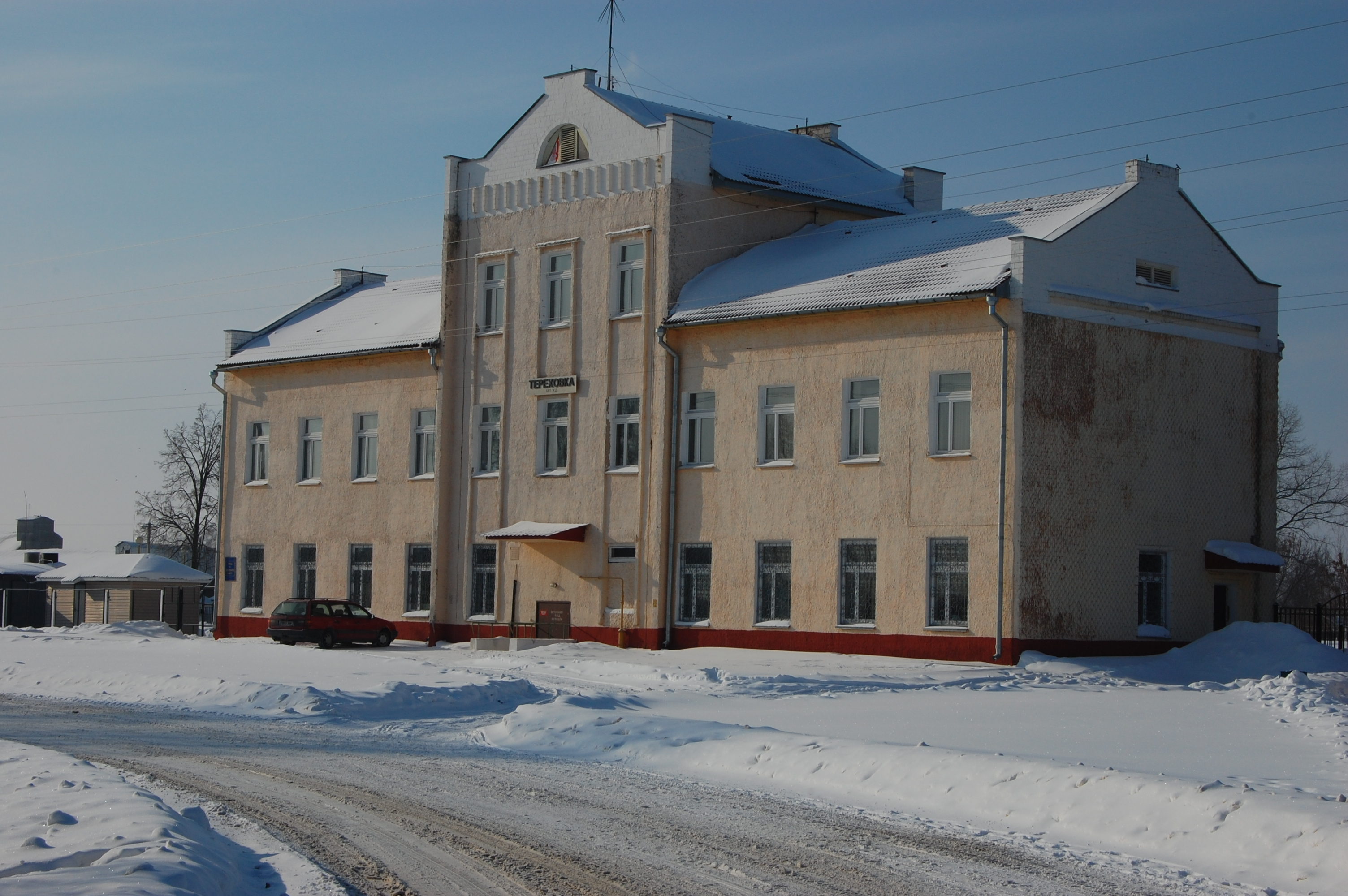
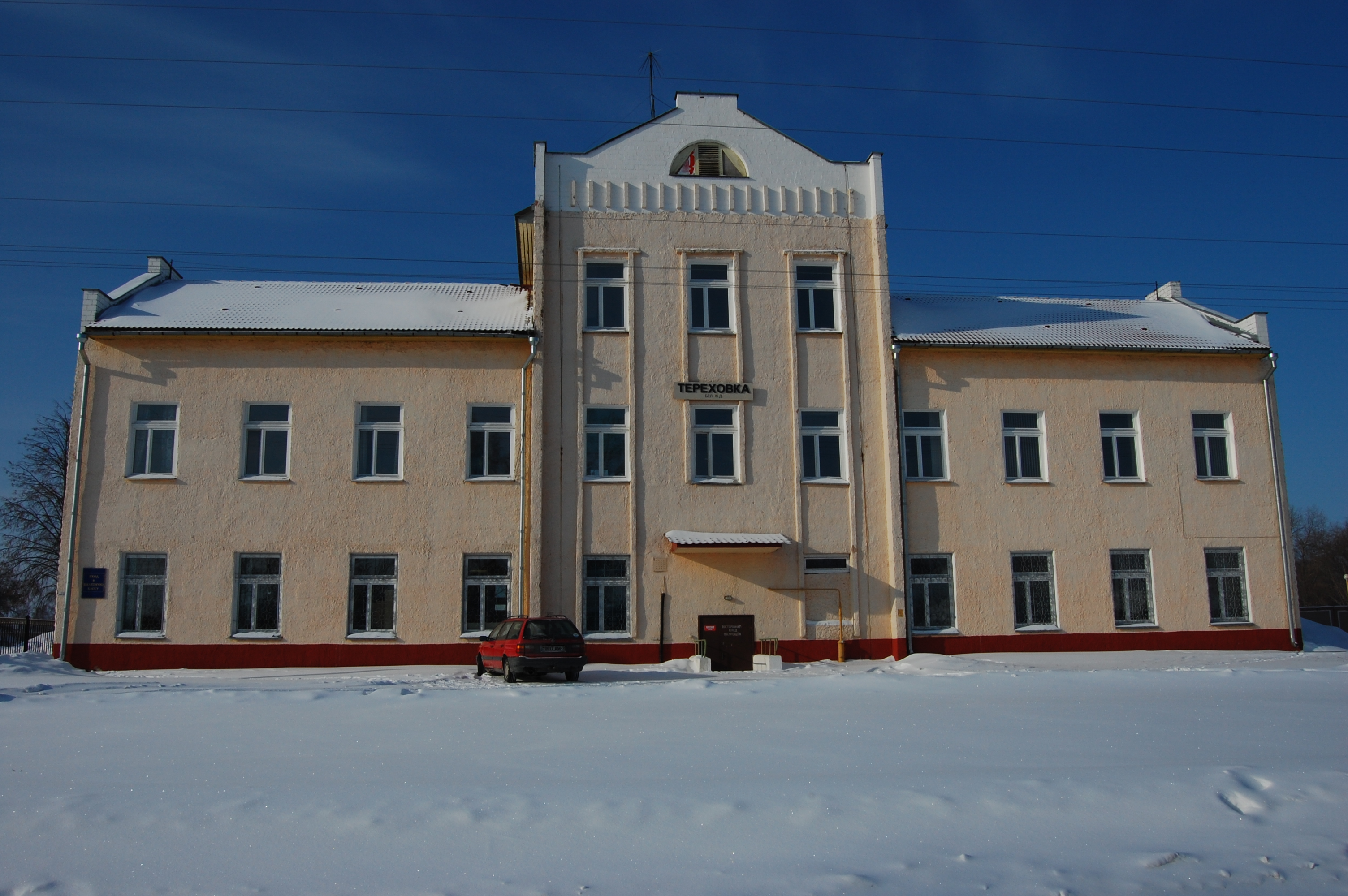
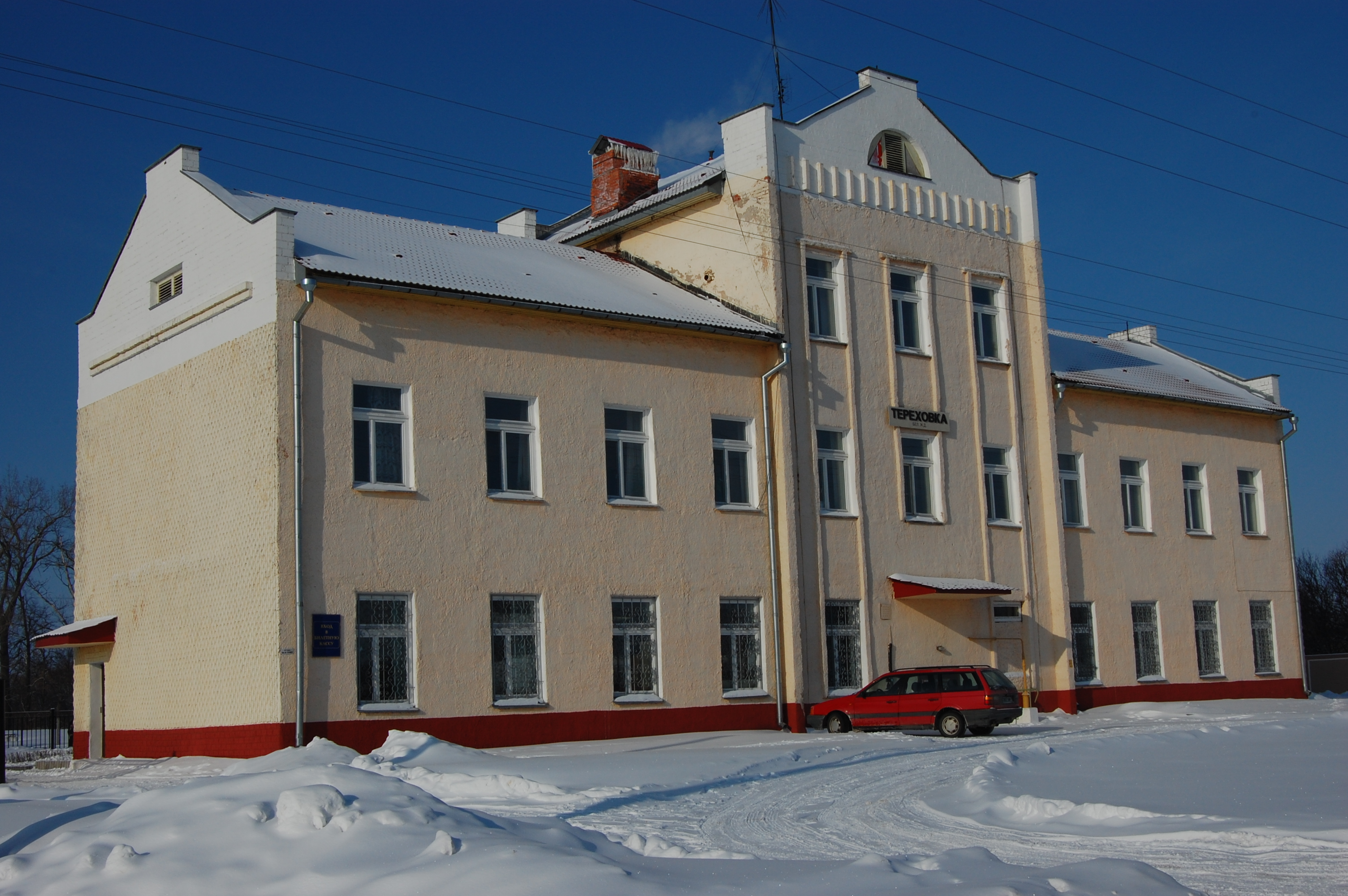